# Aeroportul Gran Canaria
Aeroportul Gran Canaria (în spaniolă Aeropuerto de Gran Canaria) (IATA: LPA, ICAO: GCLP) este un aeroport din Gran Canaria, Las Palmas, Insulele Canare, Spania ce deservește zona Gran Canaria. Aeroportul a fost tranzitat în 2022 de 12.417.699 de pasageri. A fost deschis în 1930 și numit după zona deservită.
Situat la o altitudine de 24 m, aeroportul dispune de 2 piste. Este operat de ENAIRE⁠(d).

## Infrastructură

### Piste
Aeroportul dispune de 2 piste. Pista 03L/21R are suprafața de asfalt și dimensiunile 3.100 m × 45 m. Pista 03R/21L are suprafața de asfalt și dimensiunile 3.100 m × 45 m. 